# Electric Lady Studios
Electric Lady Studios je nahrávací studio na Greenwich Village v New Yorku. Založil ho v roce 1970 kytarista Jimi Hendrix a jeho architektem byl John Storyk. Mimo Hendrixe v tomto studiu nahrávali například AC/DC, Ozzy Osbourne, Kiss, Blondie, Patti Smith, The Clash, The Magnetic Fields, Mike Oldfield nebo Nas.